# Америчка хорор прича: Кућа убиства
Америчка хорор прича: Кућа убиства (енгл. American Horror Story: Murder House), првобитно названа Америчка хорор прича (енгл. American Horror Story) је прва сезона FX хорор-антологијске телевизијске серије Америчка хорор прича, чији су творци Рајан Мерфи и Бред Фелчак. Приказивала се од 5. октобра до 21. децембра 2011. године. Серију је продуцирао 20th Century Fox Television и извршни продуценти су Данте Ди Лоренто и творци серије Мерфи и Фелчак.
Усредсређује се на породицу Хармон: др. Бена Хармона, Вивијен и њихову ћерку Вајолет, који се селе из Бостона у Лос Анђелес након што Вивијен има побачај и Бен аферу. Пресељавају се у обновљену кућу, несвесни да кућу прогоне духови својих бивших станара и њихових жртава.
Прва сезона серије Америчка хорор прича добија позитивне коментаре критичара. Серија је константно бележила високи рејтинг за мрежу FX, завршивши прву сезону као нова највећа серија године кабловске телевизије. Сезона је била номинована за неколико награда, као што је Златни глобус за најбољу ТВ серију и освојила је укупно седамнаест номинација за Еми награде. Такође, Лангова је освојила награду Златни глобус за најбољу споредну глумицу, награду Удружења глумаца за најбољу глумицу у драмској серији и награду Еми за најбољу споредну женску улогу у мини-серији или ТВ филму.